# Zebra-de-grevy
A zebra-de-grevy (Equus grevyi) é o maior equídeo selvagem existente e a subespécie mais ameaçada de zebra, sendo as outras a zebra-da-montanha e a zebra-da-planície. O seu nome provém do Presidente francês Jules Grévy, pois em 1882 uma zebra-de-grevy serviu de prenda ao Presidente francês pela mão do emperador da Abissínia, Menelik II.  É uma espécie ameaçada de extinção pela caça, perda de habitat, competição com o gado e doenças.

## Descrição
A zebra-de-grevy apresenta em média um metro e meio de altura e quatrocentos e cinquenta quilos de peso.

## Distribuição e Hábitos
A zebra-de-grevy encontra-se distribuída pelo Nordeste da Etiópia, em reservas no Quénia e do Sudão do Sul.
Zebras-de-grevy tem uma sociedade muito mais aberta do que os de outras espécies de equídeos e associações entre os indivíduos, a não ser entre uma mãe e seu potro, raramente duram mais do que alguns meses. Grupos temporários de entre seis a vinte zebras-de-grevy também formam e podem ser do mesmo sexo ou mistos.
Dentro de uma única população, cerca de dez por cento dos garanhões maduros vão ocupar territórios dos quais eles têm acesso exclusivo às fêmeas receptivas, embora outros garanhões sejam tolerados dentro da área quando  as fêmeas não estão no cio. Esses territórios são patrulhados e marcados com esterco e são os maiores de todos os herbívoros vivos, com até 10 km² Machos territoriais também vocalizam alto para afirmar seu domínio no território.